# وولز (مسيسيبي)
وولز (بالإنجليزية: Walls, Mississippi)‏ هي بلدة تقع في مقاطعة ديسوتو (ميسيسيبي) بولاية مسيسيبي في الولايات المتحدة. تأسست عام 2003، تبلغ مساحتها (كم²)، وترتفع عن سطح البحر م، بلغ عدد سكانها 2000 نسمة في عام 2013 estimate حسب إحصاء مكتب تعداد الولايات المتحدة .

## التركيبة السكانية
حدّد مكتب تعداد الولايات المتحدة بيانات التركيبة السكانية لوولز في تعداد الولايات المتحدة. في ما يلي، التركيبة السكانية حسب تعدادي 2000 و2010.

### تعداد عام 2010
بلغ عدد سكان وولز 1,162 نسمة بحسب تعداد عام 2010، وبلغ عدد الأسر 406 أسرة وعدد العائلات 297 عائلة مقيمة في البلدة. في حين سجلت الكثافة السكانية 37.5 نسمة لكل كيلومتر مربع (97.1/ميل2). وبلغ عدد الوحدات السكنية 440 وحدة بمتوسط كثافة قدره 14.2 لكل كيلومتر مربع (36.8/ميل2).
وتوزع التركيب العرقي للبلدة بنسبة 34.68% من البيض و60.84% من الأمريكيين الأفارقة و0.17% من الأمريكيين الأصليين و0.60% من الأمريكيين ذوي الأصول الآسيوية و1.38% من الأعراق الأخرى و2.32% من عرقين مختلطين أو أكثر و3.01% من الهسبانيون أو اللاتينيون من أي عرق.
بلغ عدد الأسر 406 أسرة كانت نسبة 52.5% منها لديها أطفال تحت سن الثامنة عشر تعيش معهم، وبلغت نسبة الأزواج القاطنين مع بعضهم البعض 36.9% من أصل المجموع الكلي للأسر، ونسبة 32% من الأسر كان لديها معيلات من الإناث دون وجود شريك، بينما كانت نسبة 4.2% من الأسر لديها معيلون من الذكور دون وجود شريكة وكانت نسبة 26.8% من غير العائلات. تألفت نسبة 23.2% من أصل جميع الأسر من عدة أفراد يعيشون في نفس المنزل ونسبة 3.9% كانت تتألف من شخص يعيش بمفرده يبلغ من العمر 65 عاماً أو أكثر. وبلغ متوسط حجم الأسرة المعيشية 2.86، أما متوسط حجم العائلات فبلغ 3.39.
بلغ العمر الوسطي للسكان 26.4 عاماً. وكانت نسبة 39.4% من القاطنين تحت سن الثامنة عشر، وكانت نسبة 8.4% بين الثامنة عشر والرابعة والعشرين عاماً، ونسبة 30.5% كانت واقعةً في الفئة العمرية ما بين الخامسة والعشرين والرابعة والأربعين عاماً، ونسبة 15.9% كانت ما بين الخامسة والأربعين والرابعة والستين، ونسبة 5.8% كانت ضمن فئة الخامسة والستين عاماً فما فوق. وتوزع التركيب الجنسي للسكان بنسبة 45.7% ذكور و54.3% إناث.

## وصلات خارجية
- http://www.townofwalls.com
- The US50 - Cities and Towns in Mississippi State
- Mississippi Cities and Towns, Facts, Map, Flag, Colleges, Government, and More